# Les Films du Losange
Les Films du Losange è una casa di produzione e distribuzione cinematografica francese fondata nel 1962 dai registi Barbet Schroeder e Éric Rohmer.
Dal 1975 la società è diretta da Margaret Menegoz.

## Filmografia parziale
- La fornaia di Monceau (La boulangère de Monceau), regia di Éric Rohmer (1962)
- La carriera di Suzanne (La carrière de Suzanne), regia di Eric Rohmer (1963)
- Parigi di notte (Paris vu par...), regia di Jean-Luc Godard, Claude Chabrol, Jean Douchet, Jean-Daniel Pollet, Eric Rohmer e Jean Rouch (1965)
- La collezionista (La collectionneuse), regia di Eric Rohmer (1967)
- More - Di più, ancora di più (More), regia di Barbet Schroeder (1969)
- La mia notte con Maud (Ma nuit chez Maud), regia di Eric Rohmer (1969)
- Il ginocchio di Claire (Le genou de Claire), regia di Eric Rohmer (1970)
- Out 1, regia di Jacques Rivette e Suzanne Schiffman (1971)
- La Vallée, regia di Barbet Schroeder (1972)
- L'amore il pomeriggio (L'amour l'après-midi), regia di Eric Rohmer (1972)
- La maman et la putain, regia di Jean Eustache (1973)
- La paloma, regia di Daniel Schmid (1974)
- Céline et Julie vont en bateau, regia di Jacques Rivette (1974)
- La Marchesa von... (La Marquise d'O...), regia di Eric Rohmer (1976)
- Maîtresse (Maîtresse), regia di Barbet Schroeder (1976)
- Roulette cinese (Chinesisches Roulette), regia di Rainer Werner Fassbinder (1976)
- L'amico americano (Der Amerikanische Freund), regia di Wim Wenders (1977)
- Il fuorilegge (Perceval le gallois), regia di Eric Rohmer (1978)
- Des morts, regia di Dominique Garny, Jean-Pol Ferbus, Thierry Zéno (1979)
- Voltati Eugenio, regia di Luigi Comencini (1980)
- La storia vera della signora delle camelie, regia di Mauro Bolognini (1981)
- La moglie dell'aviatore (La femme de l'aviateur), regia di Eric Rohmer (1981)
- Il bel matrimonio (Le beau mariage), regia di Eric Rohmer (1982)
- Danton (Danton), regia di Andrzej Wajda (1983)
- Lucida follia (Heller Wahn), regia di Margarethe von Trotta (1983)
- Pauline alla spiaggia (Pauline à la plage), regia di Eric Rohmer (1983)
- Un amore di Swann (Un amour de Swann), regia di Volker Schlöndorff (1984)
- Le notti della luna piena (Les nuits de la pleine lune), regia di Eric Rohmer (1984)
- Il raggio verde (Le rayon vert), regia di Eric Rohmer (1986)
- Reinette e Mirabelle (Quatre aventures de Reinette et Mirabelle), regia di Eric Rohmer (1987)
- L'amico della mia amica (L'ami de mon amie), regia di Eric Rohmer (1987)
- Dostoevskij - I demoni (Les possédés), regia di Andrzej Wajda (1988)
- Furore e grida (De bruit et de fureur), regia di Jean-Claude Brisseau (1988)
- Racconto di primavera (Conte de printemps), regia di Eric Rohmer (1990)
- Europa Europa (Europa Europa), regia di Agnieszka Holland (1990)
- Racconto d'inverno (Conte d'hiver), regia di Eric Rohmer (1992)
- Un ragazzo, tre ragazze (Conte d'été), regia di Eric Rohmer (1996)
- Go for Gold!, regia di Lucian Segura (1997)
- Lautrec (Lautrec), regia di Roger Planchon (1998)
- Racconto d'autunno (Conte d'automne), regia di Eric Rohmer (1998)
- Pan Tadeusz, regia di Andrzej Wajda (1999)
- La vergine dei sicari (La virgen de los sicarios), regia di Barbet Schroeder (2000)
- Il tempo dei lupi (Le temps du loup), regia di Michael Haneke (2003)
- Un fil à la patte, regia di Michel Deville (2005)
- Niente da nascondere (Caché), regia di Michael Haneke (2005)
- Bled Number One, regia di Rabah Ameur-Zaïmeche (2006)
- Happy End, regia di Michael Haneke (2017)
- Iddu - L'ultimo padrino, regia di Fabio Grassadonia e Antonio Piazza (2024)